# Ein Traum von Liebe
Ein Traum von Liebe (Originaltitel: Dream of Love) ist ein US-amerikanischer Stummfilm aus dem Jahr 1928 mit Joan Crawford und Nils Asther. Er basiert auf dem Bühnenstück Adrienne Lecouvreur von Eugène Scribe und Ernest Legouvé. Er gilt als verschollen.

## Handlung
Adrienne Lecouvreur spielt gekonnt auf der Gitarre. Eines Tages lockt ihr Gesang den Prinzen Maurice an, der durch seinen Onkel, The Duke, um den rechtmäßigen Thron gebracht wurde. Bald entwickeln sich romantische Gefühle zwischen Adrienne und Maurice, doch eine Intrige bringt die Liebenden auseinander. Adrienne, die glaubt, Maurice sei ihr nicht mehr gewogen, entscheidet sich für eine Karriere auf der Bühne. Rasch steigt sie zu einer weltbekannten Schauspielerin empor. Einige Jahre später treffen sich die beiden jungen Menschen erneut. Obwohl Maurice kurz davor steht, The Duchess zu ehelichen, lässt er sich auf eine Beziehung mit Adrienne ein. Sein Onkel verurteilt ihn wegen des unstandesgemäßen Umgangs zum Tod durch Erschießen, doch gerade als das Exekutionskommando die Gewehr anlegt, bricht eine Revolution aus, die Adrienne unter den Armen des Landes angezettelt hat. Der Umsturz bringt Maurice seinen rechtmäßigen Thron zurück, den er besteigt, um ein gütiger, wohlwollender Herrscher zu werden. Aber der Preis ist hoch: Adrienne und er müssen sich trennen, da die Klassenschranken unüberwindbar sind. Adrienne kehrt mit gebrochenem Herzen auf die Bühne zurück, um ein noch größerer Star zu werden als zuvor. 

## Hintergrund
Joan Crawford stand seit 1925 bei MGM unter Vertrag und stieg rasch zu einer beliebten Darstellerin auf. Einen festen Rollentypus hatte sie allerdings noch nicht für sich gefunden und so spielte sie abwechselnd Haupt- und Nebenrollen in den unterschiedlichsten Genres. Dank des durchschlagenden Erfolges von Our Dancing Daughters schaffte sie Mitte 1928 den Durchbruch als Star. Das Studio war von dem Erfolg allerdings überrascht worden, denn die Folgeprojekte nutzten wenig von dem Interesse der Fans an Crawford als Flapper, einer ausgelassenen jungen Frau, die allerlei romantische Verwicklungen erlebt.
Stattdessen wurde die Schauspielerin unmittelbar nach Beendigung der Dreharbeiten in die nächste Produktion gesteckt, die sie als gitarrespielende Zigeunerin einsetzte, die einen Prinzen liebt, der um seinen Thron kämpft. Solche ruritanischen Romanzen zwischen Adligen und Menschen aus dem Volke, die in einem verklärten Europa spielten, waren seit dem Erfolg der Verfilmungen der Romane Three Weeks von Elinor Glyn und George Barr McCutcheons Beverly of Graustark sehr populär bei den amerikanischen Kinozuschauern geworden. Besonders das Leinwandpaar Ronald Colman und Vilma Bánky litt erfolgreich für die Liebe in aufwändig produzierten Romanzen wie The Magic Flame, die es mit der historischen Wahrheit nicht immer so genau nahmen. Der Versuch von MGM, mit Ein Traum von Liebe in dieselbe Richtung zu gehen, erwies sich an der Kinokasse als nur mäßig erfolgreich. 
Die Hauptrolle war zunächst für Renée Adorée vorgesehen, während Joan Crawford in dem Western Tide of Empire unter der Regie von Allan Dwanan der Seite von Tom Keene auftreten sollte. Der Erfolg von Our Dancing Daughters führte dann unmittelbar vor Drehbeginn zu einem Tausch, so dass Crawford die Rolle übernahm. Es existieren einige Standphotos aus der Vorbereitung von Tide of Empires mit Crawford in verschiedenen Kostümen.  
Joan Crawford schätzte den Film und dessen Qualität realistisch ein, als sie gegenüber Roy Newquist bekannte

„..ein Reinfall – ein schlechtes Drehbuch, keine Regie und keine nennenswerte Handlung.“

## Kinoauswertung
Der Film kam am 1. Dezember 1928 in den nationalen Verleih. Mit Kosten von 221.000 US-Dollar war es eine für MGM-Standards eher günstige Produktion. Er spielte in den USA mit einer Summe von 339.000 US-Dollar gut die Hälfte weniger ein als Our Dancing Daughters. Mit den Auslandseinnahmen von 232.000 US-Dollar und einem kumulierten Gesamtergebnis von 571.000 US-Dollar konnte das Studio am Ende einen Gewinn von 134.000 US-Dollar erzielen.

## Kritiken
Die zeitgenössischen Kritiker fanden gelegentliches Lob für die Hauptdarstellerin, mäkelten jedoch an dem banalen Drehbuch herum.
Die New York Sun war eher kritisch:

„Miss Crawford wurde von der Regie dieses Mal nicht so gut geführt wie sonst und das Ergebnis lässt daher zu wünschen übrig. Aber "Dream of Love" ist vielleicht nicht das richtige Material für eine so vitale und natürliche Schauspielerin wie sie es gewöhnlich ist.“

Mordaunt Hall schrieb in der New York Times keine sonderlich begeisterte Rezension:

„Die Kulissen und Kostüme sind prachtvoll. Es gibt Dutzende von Uniformierten und Miss Pringle sieht gut aus in den Kleidern den Herzogin und mit den glänzenden Kronen.Mr. Asther ist stattlich als romantischer Prinz. Mr. Oland lässt keinen Stein auf dem anderen um den Pomp und die Macht des Diktators zu zeigen. […] Joan Crawford ist charmant als bescheidene Sängerin, die Ruhm auf der Bühne gewinnt und später ihre Liebe für den Prinzen gesteht.“

## Originalzitate
1. ↑  ..a mess--a bad script, no direction, no story worth mentioning.
2. ↑  Miss Crawford was not directed as well as usual, and as a result was not at her best, but "Dream of Love" is probably not the right material for such a fresh and vital actress as she customarily is.
3. ↑  The settings for this production are lavish and so are the costumes. There are dozens of men in smart officers' uniforms and Miss Pringle does well with the Duchess's gowns and sparkling skull caps.Mr. Asther is capital as the romantic Prince. Mr. Oland leaves no stone unturned to show the pomp and power of the Dictator. […] Joan Crawford is charming as the humble singer, who wins stage laurels and subsequently admits her love for the Prince.